# アダプテーション
『アダプテーション』（Adaptation.）は、2002年製作のアメリカ映画。『マルコヴィッチの穴』の監督・脚本家が再び組んだコメディ映画。

## ストーリー
『マルコヴィッチの穴』で高い評価を得た脚本家のチャーリー・カウフマンは、次の作品としてスーザン・オーリアンの『蘭に魅せられた男 驚くべき蘭コレクターの世界』の脚色に取り掛かっていた。しかし、起伏の少ないストーリーのために執筆には行き詰まり、好意を持っている女性には振られてしまい、双子の兄弟ドナルドは執筆の邪魔ばかりしてきた挙げ句、自分も脚本家になると言い出す。チャーリーは部屋に籠って執筆をしながら、行き詰まると知り合いの女性たちを思い浮かべてマスターベーションばかりしている。エージェントやクライアントからの度重なる催促の末、彼はようやく原作者のスーザンに会いにニューヨークに行くことを決意する。
なお、共同脚本としてクレジットされ、映画にも登場する双子の弟「ドナルド・カウフマン」は、実際には存在しない架空の人物である。

## キャスト
| 役名                                        | 俳優                   | 日本語吹替 |
| ------------------------------------------- | ---------------------- | ---------- |
| チャーリー・カウフマン ドナルド・カウフマン | ニコラス・ケイジ       | 大塚明夫   |
| スーザン・オーリアン                        | メリル・ストリープ     | 鈴木弘子   |
| ヴァレリー・トーマス                        | ティルダ・スウィントン | 日野由利加 |
| ジョン・ラロシュ                            | クリス・クーパー       | 谷口節     |
| ロバート・マッキー                          | ブライアン・コックス   | 富田耕生   |
| キャロライン・カニンガム                    | マギー・ジレンホール   | 岡寛恵     |
| アメリア・カヴァン                          | カーラ・シーモア       | 安藤麻吹   |
| マーティ・ボーウェン                        | ロン・リヴィングストン |            |
| トニー（レンジャー）                        | ジム・ビーヴァー       |            |
| アリス（ウェイトレス）                      | ジュディ・グリア       | 甲斐田裕子 |
| オーガスタス・マージェリー                  | ダグ・ジョーンズ       |            |
| スーザンの夫                                | カーティス・ハンソン   |            |
| スパイク・ジョーンズ                        | 本人（ノンクレジット） |            |
| ジョン・キューザック                        | 本人（ノンクレジット） |            |
| キャサリン・キーナー                        | 本人（ノンクレジット） | 田中敦子   |
| ジョン・マルコヴィッチ                      | 本人（ノンクレジット） | 屋良有作   |

## 評価
レビュー・アグリゲーターのRotten Tomatoesでは210件のレビューで支持率は90%、平均点は8.20/10となった。Metacriticでは40件のレビューを基に加重平均値が83/100となった。
第75回アカデミー賞の助演男優賞をクリス・クーパーが受賞。第53回ベルリン国際映画祭の審査員グランプリを受賞作品。